# Prepona yahnas
Prepona yahnas är en fjärilsart som beskrevs av Le Moult 1932. Prepona yahnas ingår i släktet Prepona och familjen praktfjärilar. Inga underarter finns listade i Catalogue of Life.